# مصبع

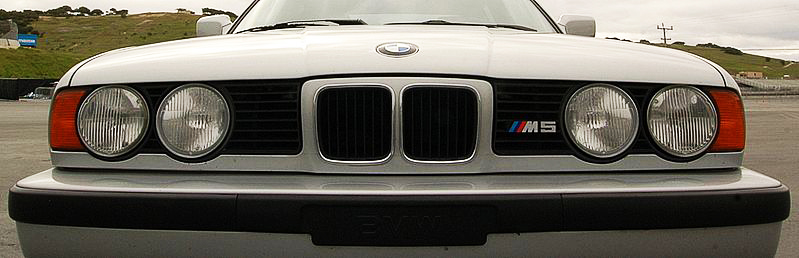
مصبع (شبك) سيارة

المُصَبًّع أو الشّبك هو عدة أصابع أو اسلاك معدنية مشتبكة يوجد عادة في المشواة أو في جدار أو في سياج معدني أو في مقدمة السيارة .

## في السيارة
يعرف بـ الشبك ، وهو يوجد في مقدمة أغلبية السيارات للسماح بالهواء للدخول وكذلك لحماية المحرك .